# Locuras de verano
Locuras de verano (Summertime) es una película dirigida por David Lean y protagonizada por Katharine Hepburn y Rossano Brazzi de 1955. Se trata de la primera producción de Lean realizada fuera de Inglaterra y con actores extranjeros entre los que se encontraba una estrella internacional como Katharine Hepburn. Además Lean dio por primera vez un paso fuera de los estudios, realizando el rodaje de la película íntegramente en exteriores.

## Sinopsis
Una turista americana soltera de 40 años llamada Jane llega ilusionada a Venecia, con una romántica imagen de la ciudad en su mente: cree que allí encontrará el ansiado amor negado hasta ahora. Sin embargo lo que encuentra es una urbe abarrotada y sucia donde todo le recuerda a su soledad... hasta que un anticuario, Renato, se fija en ella: tras una escasa resistencia, Jane acepta la aventura, descubriendo poco después que Renato está casado y es padre. Decepcionada, trata de dejarlo, pero no puede hacerlo: aceptando la situación y a Renato, ambos viven un romance más apasionado que romántico hasta la partida de Jane, pocos días después.

## Reparto
- Katharine Hepburn ... Jane Hudson
- Rossano Brazzi .... Renato de Rossi
- Darren McGavin .... Eddie Yaeger
- Isa Miranda .... Señora Fiorini

## Producción
Lean manifestó su pasión particular por la ciudad de los canales. Ese cariño es perceptible en las cuidadas imágenes conseguidas por la fotografía de Jack Hildyard que intenta mostrar dos ciudades, la romántica que Jane busca y la real con la que se encuentra. Por otro lado el director consuma su vocación paisajística, eludiendo la tópica visión de la ciudad de Venecia y buscando el pictoricismo clásico entre los emocionados sentimientos de Jane y la parte más artística del documental.

## Premios
- New York Film Critics Circle Awards
  - Mejor dirección

- National Board of Review
  - Top 10 Mejores películas del año

## Candidaturas
- Premios Oscar
  - Mejor dirección
  - Mejor actriz principal

- BAFTA 
  - Mejor película y actriz extranjera 1955 (Katharine Hepburn)